# Przypadki Robinsona Kruzoe
Przypadki Robinsona Crusoe – powieść podróżniczo-przygodowa Daniela Defoe z 1719 roku.
Opowieść o Robinsonie składa się z dwóch części: pierwsza – The Life and Strange Surprizing Adventures of Robinson Crusoe opowiada o losach marynarza Robinsona Crusoe, który trafia na bezludną wyspę. Druga – znacznie mniej znana – The Further Adventures of Robinson Crusoe opowiada o dalszych podróżach Robinsona.
Defoe napisał także w późniejszym czasie zbiór esejów pt. Serious Reflections of Robinson Crusoe.

## Fabuła
Akcja rozpoczyna się w 1651 r. Książka opisuje dzieje Robinsona Crusoe, syna kupca w mieście Hull. Robinson nie chce wieść nudnego żywota jak jego ojciec, jako 17-latek ucieka z domu i płynie do Londynu. Ma pecha, gdyż pierwszy statek, którym płynie, rozbija się. Trafia na drugi okręt i tam uczy się sztuki żeglarskiej. Po pewnym czasie, chce wracać do domu, ale kapitan Smith namawia go, by popłynął z nim do Gwinei, a gdy tam dorobi się majątku, zostanie łaskawiej przyjęty przez ojca. Po śmierci kapitana Robinson pomaga wdowie po nim w prowadzeniu interesów. Jednak podczas kolejnej podróży statek zostaje napadnięty, a Robinson, wraz z innymi, wzięty do niewoli mauretańskiej. Po dwóch latach ucieka, wraz ze swym towarzyszem Ksurym i płynie do Brazylii, gdzie staje się plantatorem. Podczas wyprawy po niewolników 30 września 1659 statek się rozbija i Robinson jest jedynym ocalałym. Trafia na bezludną wyspę, gdzie, jak się okaże, spędzi następne 28 lat. Powoli zagospodarowuje się tam, buduje dom, uprawia zboże, oswaja kozy i papugę, wytwarza naczynia. W przetrwaniu pomagają mu znalezione przedmioty z innego rozbitego statku. Po latach na jego wyspę trafiają ludożercy, a Robinsonowi udaje się ocalić z ich rąk jedną z ofiar. Ocalałego krajowca nazywa Piętaszek (piątek, od dnia tygodnia kiedy go spotkał). Robinson „cywilizuje” dzikusa, czyniąc go towarzyszem swojej niedoli. Uczy go języka angielskiego i nawraca na chrześcijaństwo. Po latach do wyspy przybija statek z piracką banderą, którym kierują zbuntowani marynarze. Robinson pomaga kapitanowi odzyskać panowanie nad statkiem i może wrócić do rodzinnej Anglii.
Akcję powieści autor umieścił na wyspie położonej u wybrzeży Wenezueli. Jej fabułę mógł oprzeć na prawdziwej historii Alexandra Selkirka.

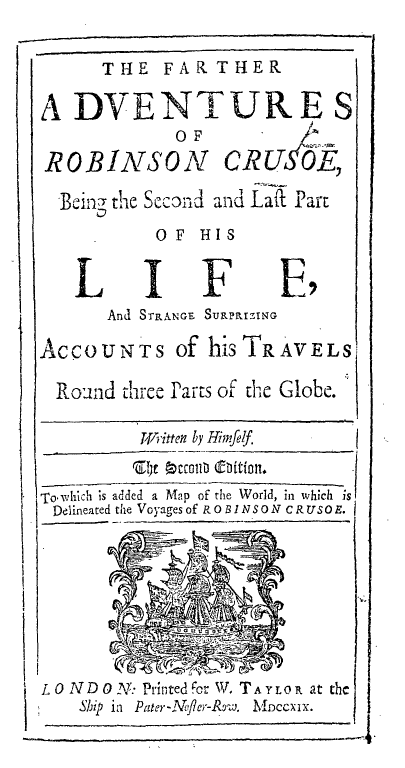
Pierwsze wydanie drugiej części powieści

Druga część powieści poświęcona jest podróżom Robinsona do Afryki i Azji. Bohater wyrusza w podróż statkiem. Po drodze przeżywa szereg przygód. Ostatecznie dociera drogą morską do Chin i stamtąd wraca przez Syberię i Archangielsk do Anglii. W powieści przedstawione są realia ówczesnych krajów Afryki i Azji. Inspiracją do napisania drugiej części przygód Robinsona i źródłem informacji o syberyjskich i chińskich realiach była obszerna relacja Duńczyka Eberharda Isbranda Idesa, rosyjskiego dyplomaty i ambasadora w Pekinie, który w l. 1692-1696 odbył podróż przez Syberię do Chin i przebywał w tym kraju. Relacja ta została przetłumaczona na język angielski i w takiej wersji przeczytał ją Daniel Defoe, na którym wywarła ona duże wrażenie.

## Odbiór powieści
Powieść doczekała się ponad 700 różnych edycji i adaptacji. Są to np. Robinson szwajcarski Johanna Davida Wyssa, Foe J.M. Coetzee, czy Robinsonowie Kosmosu Františka Běhounka. Motyw rozbitka unowocześnił Juliusz Verne w książkach Tajemnicza wyspa i Dwa lata wakacji. W Polsce przygodami Robinsona inspirowali się Czesław Miłosz i Jerzy Andrzejewski, tytułując scenariusz filmu według wspomnień Władysława Szpilmana – Robinson warszawski (z których później powstał film Pianista). Arkady Fiedler wprost nawiązał do powieści Defoe w Wyspie Robinsona z 1954 r. Stanisław Lem nawiązał do Robinsona w powieści Eden.
Jacques Offenbach w 1867 r. napisał operę Robinson Crusoé.
W XX wieku utwór był wielokrotnie ekranizowany, powstało także wiele dzieł luźno nawiązujących do książki, np. film Cast Away z 2000 r.

## Polskie tłumaczenia i wersje
Pierwsze polskie tłumaczenie powieści, dokonane na zlecenie króla Stanisława Augusta Poniatowskiego przez bpa Jana Chrzciciela Albertrandiego, zostało wydane w 1769 r. pt. Przypadki Robinsona Kruzoe. Z angielskiego języka na francuski przełożone i skrócone od p. Feutry, teraz ojczystym językiem wydane (t. 1-2, wyd. Warszawa, drugie wyd. Lwów 1774). Przekład ten był opracowany na uproszczonym tłumaczeniu na język francuski.
Jedynym polskim pełnym tłumaczeniem powieści jest przekład I tomu dokonany przez Józefa Birkenmajera, opublikowany początkowo w 1949 r. pod tytułem Robinson Kruzoe, a w późniejszych wydaniach pt. Przypadki Robinsona Kruzoe (tom I), oraz przekład II tomu autorstwa anonimowego tłumacza z XIX w.. Cała powieść, w obu tych tłumaczeniach, była kilkakrotnie wydana przez wydawnictwo PIW (tom II w opracowaniu Grzegorza Sinki). W 2025 całość wydało także wydawnictwo Ossolineum w serii 
"Biblioteka Narodowa", wydanie to zawiera również zbiór esejów pt. Serious Reflections of Robinson Crusoe (tłum. Michał Lachmann), traktowany jako trzecia część powieści.
Pierwszy tom, w tłumaczeniu J. Birkenmajera, jest wydawany także jako samodzielna całość. 
W Polsce powieść znana jest również w adaptacjach Władysława Ludwika Anczyca (Przypadki Robinsona Crusoe lub Przypadki Robinsona Kruzoe, 1868), Franciszka Mirandoli (Robinson Crusoe. Jego życia losy, doświadczenia i przypadki, 1924), a także w skróconej wersji w opracowaniu Stanisława Stampf’la (Robinson Kruzoe. Według Daniela Defoe napisał Stanisław Stampf’l, 1958). Odstępstwa od oryginału tych oraz innych tłumaczeń (autorstwa m.in. Marii Dybowskiej, Elwiry Korotyńskiej, Agnieszki Kuligowskiej) są zbyt duże, aby uznać te teksty za wierne przekłady.